# Legnotus
Legnotus is een geslacht van wantsen uit de familie graafwantsen (Cydnidae). Het geslacht werd voor het eerst wetenschappelijk beschreven door Schiødte in 1848.

## Soorten
Het genus bevat de volgende soorten:

- Legnotus fumigatus (A. Costa, 1853)
- Legnotus limbosus (Geoffroy, 1785)
- Legnotus melaleucus (Thunberg, 1783)
- Legnotus pericarti Magnien, 1999
- Legnotus picipes (Fallén, 1807)
- Legnotus quadrilineus (Walker, 1867)
- Legnotus similis Wagner, 1960